# Architecture organisationnelle
 (octobre 2016).

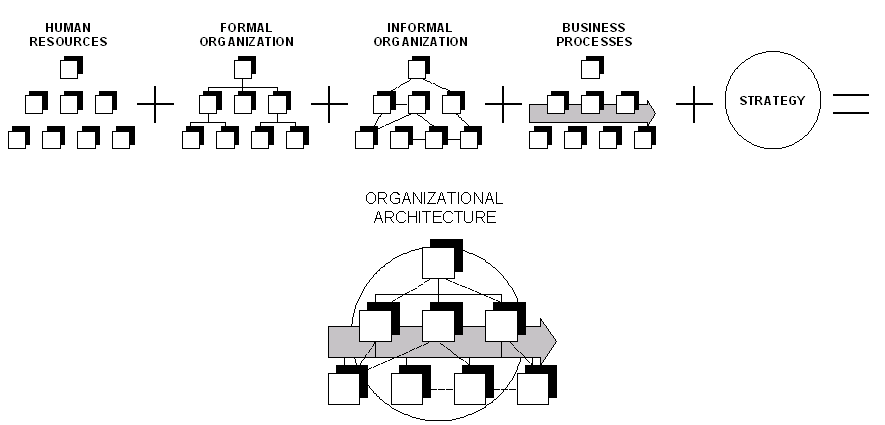
Architecture organisationnelle

L’irruption des aptitudes générées par la connaissance et l’apprentissage dans l’économie naissante des années 1990-2000 comme les possibilités de la révolution de l'information viennent défier la logique traditionnelle des affaires. Soudain, le débat entre stratégie et structure organisationnelle n’est plus au centre des réflexions des équipes dirigeantes. Les dirigeants comprennent que si les organisations peuvent démontrer certaines caractéristiques comme l’agilité organisationnelle, la qualité, la vitesse d’exécution etc., ces caractéristiques sont émergentes : c'est le point de départ de la modélisation organisationnelle.
Morabito, Sack et Bathe ont montré que ces caractéristiques sont issues d’un pattern, d’un patron d’arrangements et d’alignements entre des domaines organisationnels tels que l’information, les processus, la culture, les personnes et l’apprentissage. Pour les dirigeants, une nouvelle compétence est exigée : la pratique de l’architecture organisationnelle qui consiste à démonter une organisation en ses composantes fondamentales afin d’en comprendre les qualités émergentes.
Cette architecture organisationnelle exige une compréhension de l’informel, ou de l’invisible. En effet, ce qui procure un avantage compétitif durable aux différentes entreprises sont leurs contrats imprécis ou ententes, alignements et arrangements peu formalisés. Ces contrats représentent la manière d’interagir des employés, l’émergence de la stratégie — contrairement à sa formulation — les alliances et les réseaux qui se développent, la façon dont les gens, les groupes et les organisations apprennent, les sources de motivation des employés, etc. Tous ces éléments ont des propriétés émergentes.
Ainsi la conception et la modélisation de l'architecture organisationnelle, comme certaines disciplines plus spécialisées (l’architecture d’entreprise, l’architecture de l’information, l’architecture agile, l’architecture orientée services, etc.) et les mécanismes essentiels de réalisation de architecture organisationnelle — comme la règle, le contrat, et l’événement — forment l’un des sujets émergents des publications traitant de la gestion d'entreprise et des systèmes et de la technologie de l’information.
L’architecture organisationnelle permet de repenser radicalement le fonctionnement de l’organisation et de ses processus d’affaires pour réaliser des améliorations durables de la performance organisationnelle. Aujourd’hui les entreprises et le secteur public expérimentent une grande variété de formes stratégiques d'organisation. La dissolution des hiérarchies et l’architecture en réseau conduisent à l’organisation sans frontière. Le rôle essentiel de l'information change la dynamique du marché et de la concurrence, reposant sans cesse la question de Ronald Coase : pourquoi des entreprises ?